# Pro D2 2016-17
El campeonato de rugby a XV de Francia de segunda división de 2016-2017, más conocido como Pro D2 2016-2017 fue la 17.ª edición del campeonato francés de segunda categoría de rugby union. En este campeonato se enfrentaron dieciséis equipos de Francia. Los equipos compitieron por el ascenso a máxima categoría, intentado evitar el descenso al Fédérale 1.

## Sistema de competición
El sistema de competición constó de dos fases. La primera fue la fase regular, que fue un sistema de «ida y vuelta» en el que todos los equipos debieron enfrentarse entre ellos una vez por sesión.
La segunda fase se jugó entre los clasificados para la promoción (2º, 3º, 4º y 5º de la clasificación) por ver quien sería promovido al Campeonato de Francia de Rugby a XV junto al primer clasificado, quien ascendió de forma directa.
Adicionalmente, las dos últimas posiciones en la tabla al final de la fase regular corresponden a los equipos que para la siguiente temporada descendieron al Fédérale 1, la tercera división del rugby francés.

## Equipos participantes
| Equipo                       | Ciudad           | Estadio                        | Capacidad | Entrenador(es)                                                  |
| ---------------------------- | ---------------- | ------------------------------ | --------- | --------------------------------------------------------------- |
| SU Agen                      | Agén             | Stade Armandie                 | 14 042    | Philippe Sella Mathieu Blin Stéphane Prosper Mauricio Reggiardo |
| SC Albi                      | Albi             | Stadium Municipal              | 12 058    | Serge Milhas Jean-Christophe Bacca Philippe Bérot               |
| Stade Aurillacois            | Aurillac         | Stade Jean-Alric               | 10 000    | Jeremy Davidson Thierry Peuchlestrade                           |
| AS Béziers                   | Béziers          | Stade de la Méditerranée       | 18 555    | Christophe Hamacek Manny Edmonds                                |
| Biarritz Olympique PB        | Biarritz         | Aguilera                       | 15 000    | Jack Isaac Frédéric Garcia David Darricarrère                   |
| CS Bourgoin-Jallieu          | Bourgoin-Jallieu | Stade Pierre-Rajon             | 9 441     | Serge Laïrle Alexandre Péclier                                  |
| US Carcassonne XV            | Carcasona        | Stade Albert-Domec             | 10 000    | Mathieu Cidre Nicolas Nadau                                     |
| Colomiers Rugby              | Colomiers        | Stade Michel-Bendichou         | 11 000    | Bernard Goutta Philippe Filiatre                                |
| US Dacquoise                 | Dax              | Stade Maurice-Boyau            | 16 170    | Patrick Furet Raphaël Saint-André                               |
| Stade Montois                | Mont-de-Marsan   | Stade Guy-Boniface             | 10 000    | Christophe Laussucq David Auradou                               |
| US Montauban                 | Montauban        | Stade Sapiac                   | 10 600    | Pierre-Philippe Lafond Chris Whitaker                           |
| RC Narbonne                  | Narbona          | Parc des Sports et de l'Amitié | 12 000    | Christian Labit Patricio Noriega Steve Kefu                     |
| US Oyonnax                   | Oyonnax          | Stade Charles-Mathon           | 11 400    | Johann Authier Adrien Buononato Stéphane Glas                   |
| US Arlequine Perpignan       | Perpiñán         | Stade Aimé-Giral               | 14 593    | Christian Lanta Philippe Benetton François Gelez                |
| Soyaux Angoulême XV Charente | Angulema         | Stade Chanzy                   | 6 600     | Julien Laïrle Rémy Ladauge                                      |
| RC Vannes                    | Vannes           | Stade de la Rabine             | 9 500     | Jean-Noël Spitzer                                               |

### Equipos por regiones
| Región | N.º | Equipos                                                                                              | Mapa |
| --- | --- | --- | --- |
| Occitania | 7   | SC Albi AS Béziers US Carcassonne XV Colomiers Rugby US Montalban RC Narbonne US Arlequine Perpignan | \| SC Albi SU Agen Stade Aurillacois AS Béziers Biarritz Olympique US Carcassonne Colomiers Rugby US Dax CS Bourgoin-Jallieu Stade Montois US Montauban US Oyonnax RC Narbonne USA Perpignan SA Charente RC Vannes \| |
| Nueva Aquitania | 5   | SU Agen Biarritz Olympique PB Soyaux Angoulême XV Charente US Dax Stade Montois                      | \| SC Albi SU Agen Stade Aurillacois AS Béziers Biarritz Olympique US Carcassonne Colomiers Rugby US Dax CS Bourgoin-Jallieu Stade Montois US Montauban US Oyonnax RC Narbonne USA Perpignan SA Charente RC Vannes \| |
| AURA | 3   | Stade Aurillacois CS Bourgoin-Jallieu US Oyonnax                                                     | \| SC Albi SU Agen Stade Aurillacois AS Béziers Biarritz Olympique US Carcassonne Colomiers Rugby US Dax CS Bourgoin-Jallieu Stade Montois US Montauban US Oyonnax RC Narbonne USA Perpignan SA Charente RC Vannes \| |
| Bretaña | 1   | RC Vannes                                                                                            | \| SC Albi SU Agen Stade Aurillacois AS Béziers Biarritz Olympique US Carcassonne Colomiers Rugby US Dax CS Bourgoin-Jallieu Stade Montois US Montauban US Oyonnax RC Narbonne USA Perpignan SA Charente RC Vannes \| |
| SC Albi SU Agen Stade Aurillacois AS Béziers Biarritz Olympique US Carcassonne Colomiers Rugby US Dax CS Bourgoin-Jallieu Stade Montois US Montauban US Oyonnax RC Narbonne USA Perpignan SA Charente RC Vannes |     | | \| SC Albi SU Agen Stade Aurillacois AS Béziers Biarritz Olympique US Carcassonne Colomiers Rugby US Dax CS Bourgoin-Jallieu Stade Montois US Montauban US Oyonnax RC Narbonne USA Perpignan SA Charente RC Vannes \| |

## Clasificación
Actualizado a últimos partidos disputados el 7 de mayo de 2017 (30ª Jornada).
|  |     | Equipos             |  | PJ | PG | PE | PP | PF  | PC  | Dif  | PBO | PBD | Pts |
|  | --- | ------------------- |  | -- | -- | -- | -- | --- | --- | ---- | --- | --- | --- |
|  | 1.  | US Oyonnax (D)      |  | 30 | 19 | 0  | 11 | 790 | 637 | +153 | 7   | 7   | 90  |
|  | 2.  | SU Agen (D)         |  | 30 | 18 | 2  | 10 | 780 | 624 | +156 | 5   | 6   | 87  |
|  | 3.  | US Montauban        |  | 30 | 19 | 0  | 11 | 726 | 533 | +193 | 6   | 4   | 86  |
|  | 4.  | Stade Montois       |  | 30 | 17 | 0  | 13 | 738 | 588 | +150 | 6   | 9   | 83  |
|  | 5.  | Biarritz Olympique  |  | 30 | 18 | 0  | 12 | 730 | 637 | +93  | 5   | 4   | 81  |
|  | 6.  | USA Perpignan       |  | 30 | 16 | 1  | 13 | 744 | 589 | +155 | 9   | 4   | 79  |
|  | 7.  | Colomiers Rugby     |  | 30 | 17 | 1  | 12 | 760 | 593 | +167 | 5   | 3   | 78  |
|  | 8.  | Stade Aurillacois   |  | 30 | 15 | 0  | 15 | 689 | 712 | -23  | 5   | 5   | 70  |
|  | 9.  | US Cascassonne      |  | 30 | 14 | 1  | 15 | 648 | 642 | +6   | 3   | 3   | 64  |
|  | 10. | AS Béziers          |  | 30 | 13 | 0  | 17 | 694 | 667 | +27  | 7   | 4   | 63  |
|  | 11. | RC Vannes (P)       |  | 30 | 12 | 2  | 16 | 659 | 735 | -76  | 2   | 7   | 61  |
|  | 12. | RC Narbonne         |  | 30 | 14 | 1  | 15 | 616 | 746 | -130 | 3   | 0   | 61  |
|  | 13. | SA Charente (P)     |  | 30 | 13 | 1  | 16 | 565 | 686 | -121 | 2   | 5   | 61  |
|  | 14. | US Dax              |  | 30 | 13 | 0  | 17 | 647 | 845 | -198 | 1   | 6   | 59  |
|  | 15. | SC Albi             |  | 30 | 12 | 0  | 16 | 641 | 781 | -140 | 1   | 4   | 57  |
|  | 16. | CS Bourgoin-Jallieu |  | 30 | 4  | 1  | 25 | 452 | 864 | -412 | 1   | 6   | 17  |

Pts = Puntos totales; PJ = Partidos Jugados; G = Partidos Ganados; E = Partidos Empatados; P = Partidos Perdidos; PF = Puntos a favor; PC = Puntos en contra; Dif = Diferencia de puntos; PBO = Bonus ofensivos; PBD = Bonus defensivos
|  | Ganador del Pro D2 y promoción a la Copa Desafío de Europa 2017/18                |
|  | Clasificados para el play off y promovidos para la Copa Desafío de Europa 2017/18 |
|  | Descenso a ProD2                                                                  |
|  | (D) Descendido del Top 14 • (P) Ascensos de Federal 1 para esta temporada         |
|  | Campeón 2016/17                                                                   |

## Resultados

### Fase final (promoción de ascenso)
La fase de ascenso entre el 2º y el 5º clasificado del Pro D2 de rugby en la temporada 2016/17 quedó de la siguiente forma:
|  | Semifinales | Semifinales        | Semifinales |              |    | Final   | Final | Final |  |
|  |             |                    |             |              |    |         |       |       |  |
|  |             |                    |             |              |    |         |       |       |  |
|  | 2º          | SU Agen            | 26          |              |    |         |       |       |  |
|  | 2º          | SU Agen            | 26          |              |    |         |       |       |  |
|  | 5º          | Biarritz Olympique | 14          |              |    |         |       |       |  |
|  | 5º          | Biarritz Olympique | 14          |              | 2º | SU Agen | 41    |       |  |
|  |             |                    |             |              | 2º | SU Agen | 41    |       |  |
|  |             |                    | 3º          | US Montauban | 20 |         |       |       |  |
|  | 3º          | US Montauban       | 3º          | US Montauban | 20 | 24      |       |       |  |
|  | 3º          | US Montauban       |             |              |    | 24      |       |       |  |
|  | 4º          | Stade Montois      | 13          |              |    |         |       |       |  |
|  | 4º          | Stade Montois      | 13          |              |    |         |       |       |  |
|  |             |                    |             |              |    |         |       |       |  |

## Resultados en detalle

### Cuadro de resultados
| Clubs               | SUA   | SCA   | AUR   | BEZ   | BIA   | BOU   | CAR   | SA    | COL   | DAX   | SM    | USM   | NAR   | USO   | PER   | RCV   |
| ------------------- | ----- | ----- | ----- | ----- | ----- | ----- | ----- | ----- | ----- | ----- | ----- | ----- | ----- | ----- | ----- | ----- |
| SU Agen             |       | 36-20 | 40-27 | 23-25 | 23-22 | 34-0  | 33-7  | 40-23 | 13-13 | 28-23 | 29-15 | 28-23 | 32-22 | 26-31 | 23-6  | 56-7  |
| SC Albi             | 20-18 |       | 23-29 | 25-23 | 27-20 | 35-24 | 23-23 | 23-16 | 29-17 | 52-7  | 25-30 | 13-16 | 13-13 | 16-18 | 26-24 | 19-22 |
| Stade Aurillacois   | 19-16 | 37-20 |       | 32-9  | 31-20 | 40-14 | 26-17 | 30-26 | 19-13 | 54-19 | 25-21 | 20-12 | 27-7  | 24-26 | 42-13 | 24-22 |
| AS Béziers          | 34-11 | 36-15 | 25-9  |       | 23-34 | 34-17 | 26-17 | 41-9  | 41-27 | 52-17 | 9-17  | 9-24  | 39-10 | 34-28 | 13-24 | 43-40 |
| Biarritz Olympique  | 20-17 | 38-9  | 41-8  | 25-18 |       | 29-10 | 36-18 | 20-21 | 34-26 | 30-18 | 26-22 | 34-10 | 25-6  | 16-13 | 22-19 | 22-23 |
| CS Bourgoin-Jallieu | 14-21 | 19-23 | 20-3  | 9-13  | 15-22 |       | 19-20 | 15-20 | 19-18 | 35-13 | 14-56 | 16-14 | 22-48 | 23-26 | 12-26 | 15-15 |
| US Carcassonne      | 12-19 | 36-41 | 47-13 | 17-9  | 32-9  | 19-10 |       | 10-6  | 26-14 | 36-0  | 25-22 | 17-28 | 26-13 | 34-19 | 38-20 | 29-27 |
| Soyaux Angoulême    | 19-22 | 26-17 | 35-6  | 21-6  | 12-19 | 37-22 | 31-14 |       | 26-25 | 29-14 | 30-20 | 25-15 | 23-10 | 9-13  | 20-20 | 23-22 |
| Colomiers Rugby     | 33-27 | 36-21 | 21-19 | 15-12 | 37-13 | 42-5  | 24-3  | 51-9  |       | 46-22 | 33-28 | 25-34 | 18-6  | 30-20 | 32-20 | 45-5  |
| US Dax              | 30-32 | 19-23 | 20-19 | 23-13 | 41-16 | 30-22 | 25-15 | 27-22 | 18-12 |       | 17-13 | 21-24 | 18-22 | 28-25 | 24-18 | 33-27 |
| Stade Montois       | 21-23 | 32-12 | 43-25 | 15-9  | 35-40 | 12-6  | 28-20 | 16-10 | 28-18 | 33-29 |       | 34-16 | 37-6  | 22-21 | 21-10 | 33-3  |
| US Montauban        | 18-22 | 23-6  | 28-8  | 38-23 | 22-11 | 51-7  | 20-6  | 27-3  | 26-11 | 40-31 | 22-18 |       | 21-3  | 57-10 | 31-0  | 36-13 |
| RC Narbonne         | 43-33 | 28-34 | 23-19 | 23-22 | 24-22 | 29-27 | 27-26 | 43-14 | 10-16 | 31-16 | 35-14 | 23-17 |       | 21-16 | 12-28 | 16-24 |
| US Oyonnax          | 21-16 | 54-16 | 24-19 | 34-23 | 33-26 | 33-6  | 35-20 | 36-10 | 19-21 | 46-26 | 18-10 | 36-10 | 30-22 |       | 19-9  | 52-21 |
| USA Perpignan       | 37-20 | 27-9  | 41-20 | 54-17 | 17-8  | 45-15 | 17-13 | 36-7  | 22-26 | 14-16 | 19-16 | 37-3  | 66-13 | 23-18 |       | 39-34 |
| RC Vannes           | 19-19 | 34-6  | 26-15 | 14-13 | 27-30 | 56-0  | 22-25 | 26-3  | 19-15 | 16-22 | 13-26 | 23-20 | 21-27 | 19-16 | 19-13 |       |

### Evolución de la clasificación
| Club                | 1  | 2  | 3  | 4  | 5  | 6  | 7  | 8  | 9  | 10 | 11 | 12 | 13 | 14 | 15 | 16 | 17 | 18 | 19 | 20 | 21 | 22 | 23 | 24 | 25 | 26 | 27 | 28 | 29 | 30 |
| ------------------- | -- | -- | -- | -- | -- | -- | -- | -- | -- | -- | -- | -- | -- | -- | -- | -- | -- | -- | -- | -- | -- | -- | -- | -- | -- | -- | -- | -- | -- | -- |
| SU Agen             | 15 | 11 | 8  | 7  | 4  | 1  | 1  | 1  | 1  | 4  | 4  | 2  | 1  | 3  | 2  | 2  | 1  | 3  | 2  | 3  | 4  | 3  | 2  | 2  | 2  | 2  | 2  | 2  | 2  | 2  |
| SC Albi             | 8  | 15 | 9  | 14 | 14 | 13 | 16 | 16 | 16 | 15 | 15 | 15 | 14 | 13 | 14 | 12 | 14 | 15 | 15 | 15 | 15 | 15 | 14 | 14 | 15 | 15 | 15 | 15 | 15 | 15 |
| Stade Aurillacois   | 10 | 2  | 1  | 1  | 1  | 2  | 2  | 2  | 2  | 3  | 3  | 5  | 4  | 4  | 4  | 4  | 4  | 6  | 8  | 8  | 9  | 7  | 7  | 9  | 7  | 8  | 8  | 8  | 8  | 8  |
| AS Béziers          | 2  | 1  | 5  | 10 | 3  | 6  | 9  | 13 | 14 | 14 | 14 | 14 | 15 | 15 | 15 | 15 | 15 | 13 | 13 | 13 | 12 | 13 | 12 | 12 | 11 | 10 | 10 | 10 | 9  | 10 |
| Biarritz Olympique  | 3  | 10 | 13 | 13 | 11 | 14 | 8  | 12 | 10 | 12 | 13 | 12 | 9  | 8  | 11 | 9  | 9  | 9  | 6  | 5  | 6  | 5  | 3  | 5  | 3  | 6  | 5  | 7  | 5  | 5  |
| CS Bourgoin-Jallieu | 6  | 8  | 14 | 12 | 9  | 12 | 15 | 15 | 15 | 16 | 16 | 16 | 16 | 16 | 16 | 16 | 16 | 16 | 16 | 16 | 16 | 16 | 16 | 16 | 16 | 16 | 16 | 16 | 16 | 16 |
| US Carcassonne      | 8  | 16 | 10 | 5  | 12 | 8  | 11 | 7  | 11 | 8  | 7  | 8  | 11 | 9  | 9  | 8  | 8  | 7  | 7  | 7  | 7  | 9  | 9  | 8  | 9  | 9  | 9  | 9  | 10 | 9  |
| SA Charente         | 16 | 12 | 6  | 4  | 2  | 4  | 3  | 6  | 5  | 7  | 9  | 7  | 6  | 6  | 5  | 7  | 6  | 8  | 9  | 10 | 10 | 10 | 10 | 10 | 10 | 11 | 11 | 11 | 11 | 13 |
| Colomiers Rugby     | 11 | 4  | 4  | 2  | 5  | 3  | 5  | 3  | 3  | 1  | 1  | 3  | 5  | 5  | 6  | 5  | 5  | 4  | 4  | 2  | 3  | 2  | 5  | 3  | 4  | 3  | 6  | 5  | 6  | 7  |
| US Dax              | 7  | 9  | 3  | 3  | 7  | 5  | 7  | 4  | 7  | 9  | 10 | 11 | 13 | 14 | 12 | 13 | 12 | 12 | 11 | 12 | 13 | 12 | 13 | 13 | 13 | 13 | 12 | 12 | 12 | 14 |
| Stade Montois       | 13 | 7  | 2  | 6  | 10 | 11 | 6  | 10 | 9  | 6  | 6  | 6  | 7  | 7  | 7  | 6  | 7  | 5  | 5  | 6  | 5  | 6  | 4  | 4  | 5  | 4  | 3  | 3  | 3  | 4  |
| US Montauban        | 12 | 5  | 12 | 9  | 13 | 7  | 10 | 9  | 6  | 5  | 5  | 4  | 3  | 1  | 3  | 1  | 3  | 1  | 3  | 4  | 2  | 4  | 6  | 6  | 6  | 5  | 4  | 4  | 4  | 3  |
| RC Narbonne         | 14 | 14 | 16 | 16 | 16 | 16 | 14 | 11 | 13 | 13 | 8  | 10 | 8  | 10 | 10 | 10 | 10 | 10 | 12 | 11 | 11 | 11 | 11 | 11 | 12 | 12 | 14 | 14 | 13 | 12 |
| US Oyonnax          | 1  | 3  | 11 | 11 | 8  | 9  | 4  | 5  | 4  | 2  | 2  | 1  | 2  | 2  | 1  | 3  | 2  | 2  | 1  | 1  | 1  | 1  | 1  | 1  | 1  | 1  | 1  | 1  | 1  | 1  |
| USA Perpignan       | 5  | 13 | 15 | 15 | 15 | 15 | 12 | 8  | 8  | 10 | 12 | 9  | 10 | 12 | 8  | 11 | 11 | 11 | 10 | 9  | 8  | 8  | 8  | 7  | 8  | 7  | 7  | 7  | 7  | 6  |
| RC Vannes           | 4  | 6  | 7  | 10 | 6  | 10 | 13 | 14 | 12 | 11 | 11 | 13 | 12 | 11 | 13 | 14 | 13 | 14 | 14 | 14 | 14 | 14 | 15 | 15 | 14 | 14 | 13 | 13 | 14 | 11 |

### Otros datos

#### Mejores jugadores
| N.º | Jugador        | Club               | Posición   | Puntos | Ensayos | Transf. | Pen. | Drops |
| --- | -------------- | ------------------ | ---------- | ------ | ------- | ------- | ---- | ----- |
| 1º  | Thomas Ramos   | Colomiers Rugby    | Zaguero    | 347    | 5       | 84      | 35   | 0     |
| 2º  | Lachie Munro   | AS Béziers         | Apertura   | 311    | 5       | 64      | 47   | 0     |
| 3º  | Maxime Lucu    | Biarritz Olympique | Medio melé | 310    | 2       | 72      | 42   | 0     |
| 4º  | Ashley Moeke   | RC Vannes          | Apertura   | 289    | 2       | 71      | 33   | 0     |
| 5º  | Jérôme Bosviel | US Montauban       | Zaguero    | 254    | 8       | 46      | 36   | 2     |
| 6º  | Burton Francis | SU Agen            | Apertura   | 235    | 0       | 50      | 38   | 3     |
| 7º  | Matthew James  | Stade Montois      | Apertura   | 205    | 6       | 40      | 26   | 1     |
| 8º  | Nicolas Cachet | US Dax             | Zaguero    | 191    | 1       | 52      | 15   | 0     |
| 9º  | Clint Eadie    | RC Narbonne        | Centro     | 188    | 8       | 34      | 23   | 0     |
| 10º | Danré Gerber   | Stade Montois      | Centro     | 184    | 2       | 47      | 15   | 1     |

#### Mejores ensayistas
| N.º | Jugador               | Club               | Posición      | Ensayos |
| --- | --------------------- | ------------------ | ------------- | ------- |
| 1º  | George Tilsley        | SU Agen            | Ala           | 13      |
| 2º  | Mathieu Acebes        | USA Perpignan      | Zaguero       | 12      |
| 3º  | Benoît Lazzarotto     | US Carcassonne     | Ailier        | 11      |
| 4º  | Utu Maninoa           | Stade Aurillacois  | Tercera línea | 10      |
| 4º  | Sione Piukala         | USA Perpignan      | Centro        | 10      |
| 6º  | Sakiusa Bureitakiyaca | US Dax             | Ala           | 9       |
| 6º  | Nasoni Naqiri         | SC Albi            | Ala           | 9       |
| 8º  | Adriu Delai           | Biarritz olympique | Ala           | 8       |
| 8º  | Clint Eadie           | RC Narbonne        | Centro        | 8       |
| 8º  | Julien Farnoux        | USA Perpignan      | Zaguero       | 8       |
| 8º  | Sabri Gmir            | AS Béziers         | Ala           | 8       |
| 8º  | Robert Lilomaiava     | Stade aurillacois  | Centro        | 8       |
| 8º  | Maxime Mathy          | US Montauban       | Centro        | 8       |
| 8º  | Arnaud Pic            | US Dax             | Medio melé    | 8       |
| 8º  | Conor Trainor         | RC Vannes          | Centro        | 8       |

## Promociones y descensos
Tras la temporada, los dos equipos promovidos al Top 14 para la siguiente temporada fueron el US Oyonnax (Ganador del Pro D2) y el SU Agen (ganador de los playoffs). Por su parte, los descendidos a Fédérale 1 para la siguiente temporada fueron el SC Albi y el CS Bourgoin-Jallieu.